# Acuarela del amor
Caras & Bocas (Acuarela del Amor en Hispanoamérica) es una telenovela brasileña de TV Globo. Fue exhibida del 13 de abril de 2009 al 8 de enero de 2010 a las 19h, con 232 capítulos con una audiencia promedio de 31 puntos marcando en su final 41 puntos.
Fue escrita por Walcyr Carrasco y Cláudia Souto, con la colaboración de André Ryoki, dirigida por Ary Coslov, Marcelo Zambelli y Maria de Médicis, con la dirección general y de núcleo de Jorge Fernando.
Protagonizada por Flávia Alessandra y Malvino Salvador, con las participaciones antagónicas de Deborah Evelyn, Sérgio Marone, Maria Zilda Bethlem, Júlio Rocha, Fernanda Machado, Marcos Breda y el primero actor Fúlvio Stefanini.

## Sinopsis
La historia comienza con el romance en la juventud de Dafne Bastos Conti, que es criada por su abuelo millonario Jacques, y Gabriel Batista da Silva, que es pobre, pero feliz. Ambos están enamorados el uno del otro y estudian arte y pintura juntos. Gabriel tiene talento con el pincel, mientras que el sueño de Daphne es abrir su propia galería de arte. Sin embargo, Jacques piensa que Gabriel es un interesado, y en colaboración con su esposa Lea, arma una trampa para separar a la pareja. Gabriel se va a estudiar a Londres, sin saber que Daphne está embarazada. Jacques se arrepiente de lo que ha hecho, pero Lea hace que las cartas que envía Gabriel a Dafne y viceversa sea devuelta a sus respectivos remitentes, haciendo que la pareja se odie.
Jacques descubre la traición de Lea y se separa de ella, mientras Daphne da a luz a Bianca y decide callar por amor. El padre de Gabriel muere y él regresa a Brasil, con la celebración de sus sueños en el cajón, y teniendo el bar-restaurante familiar. 15 años pasaron, y hoy en día, Dafne posee una galería de arte y Gabriel lleva la barra, pero los dos nunca se olvidaron el uno del otro.
Durante un viaje a Sudáfrica, Jacques muere a instancias de Judith – la hija de Lea es muy ambiciosa, quiere ser presidente de la empresa Conti – en un accidente durante una expedición a las minas de diamantes. Su voluntad revela que para heredar la presidencia de la empresa, el heredero debe ser casado. Por lo tanto, Judith asume la presidencia temporalmente, mientras que Daphne tiene que dejar de lado su orgullo y casarse para asegurar su legado y el futuro de su hija. Judith está casada con el ingenuo Pelópidas, que obedece en todo y no sospecha de la traición de la villana. Él la llama "mi abeja reina" y piensa que es normal dormir separados.
Bianca, porque no quiere perder sus bienes, decide hacer una reunión entre sus padres, con la ayuda de su mejor amigo Felipe, que en realidad está enamorado de Bianca. Dafne y Gabriel redescubren sus sueños y viven un intenso romance entre las tapas y los besos, mientras que Judith no escatimará esfuerzos para prevenir su rival de casarse, o más bien, tratando de asimilar a su hermano menor Nicolás, guapo, arrogante y narcisista, quien hace de gato y zapato, y eso hace que sufra la negra muy dulce Milena, la hermana mayor de Felipe. En la mitad de la trama, la vida de Milena hace un giro con el descubrimiento de que ella es la hija de Jacques.
Otro elemento de la trama es la familia de Fabián, que trabaja en el bar-restaurante, Gabriel ve que tu vida se ha convertido en un infierno, cuando su hermano Adenor llegó del Nordeste, más precisamente Salvador de Bahía. Perezoso, vago, Adenor no mueve un dedo para buscar empleo, y está protegido todo el tiempo por la hermana de Ivonete, la esposa de Fabián. Fabian e Ivonete, tienen dos hijos: Vanessa y Valdemir que es poco inteligente. Fabian sospechosa que Ivonete y Adenor no son hermanos, pero son amantes!
Otras historias son las de Simone y Denis, ella es la mejor amiga de Daphne y su socia en una galería de arte. Él, es primo de Gabriel y se establece el hijo Bruno, apodado Espeto. Simone ha estado casada tres veces, pero sigue buscando un gran amor por Internet. Denis es un pintor que nunca fue reconocido por la sociedad por sus pantallas. Pero luego el acoge el mono Xico, quien escapó de un circo y ahora hay tremenda conmoción: va a pintar cuadros "abstratos" para Denis, que llevará a la fama del nuevo genio del arte. El muchacho tendrá que luchar para ganar el corazón de Simone, que cae en el golpe de mal carácter Edgar. Y la confusión no se detiene ahí: la madre de Espeto, la ballerina Lili, resurge y quiere volver a reunir a la familia. Lili siempre llama a su hijo Graveto, en lugar de Espeto.
También está en el bar Anita, la hermana ciega de Gabriel e hija de Socorro, que sueña con ser independiente, en la venta de flores. Anita vive un romance con el mesero Anselmo, que a su vez, se vuelve millonario. Y el caso de amor imposible de Tatiana, una joven hermosa y atractiva que trabaja en una galería de arte, con Benjamín, judío ortodoxo, que se ve obligado por sus padres a casarse con una mujer de la misma creencia, la delicada Hanna, que a su vez se apasiona por el también "goy", o no-judío, Vicente. Y todo se complica cuando se descubre que el abuelo de Vicente era oficial de la policía nazi.
Otro personaje notable en la trama es Cassio, que tiene una amistad con Lea, que finalmente se convierte en algo más que amistad, incluso Cassio es abiertamente gay. Cassio es también amigo de Simone, Tatiana y Daphne, y cuando Judith toma posesión de la galería, Tatiana y Simone siguen trabajando, pero en las normas y sufren la humillación del villano.
La trama sufre un giro completo en el capítulo 60, cuando Gabriel, aunque disgustado con Daphne y Nicholas tratando de evitar, se casa con ella. El niño que queda en frente de la iglesia después de la ceremonia y el padre de Federico, el abogado Vicente y gran amigo de Jacques, que se casó con Lea, que preside la compañía y tiene todas las propiedades de Daphne, a la izquierda en la miseria, junto con Bianca, y los dos vivirán con Gabriel, mientras que Federico todavía da la vuelta y descarta Judith y Nicholas. Su ambición no tiene límites y se convierte en el villano de la novela. Todos los eventos se cambie la forma de vivir, pensar e incluso modificar los sentimientos de los personajes. Otro giro que se produce es que Jacques está vivo y Milena hereda gran parte de su dinero, y ayudale a tomar venganza de Nicolás, que le hizo sufrir mucho. Gabriel y Dafne, ahora casados, viven una vida sencilla y luchan por sus sueños. Mientras Gabriel vuelve a la pintura, Jacques lanza una prueba con Judith, Vicente, Bianca e Dafne. El que lograr un mayor beneficio, gana la presidencia de Conti.
En el final, Judith es apresada tras traficar animales, robar e intentar huir del país mientras su cómplice Edgar muere a manos de Betty por tentar llevar lo hijo del casal. Pelópidas se vuelve loco en el hospicio tras secuestrar a Dafne. Frederico pierde la memoria y se vuelve pedinte. Lili por fin pronuncia correctamente el apodo de su hijo y se va a Argentina a bailar tango con su partner, dejando el camino libre para el amor de Denis y Simone, que se tenía afastado de la trama mientras su intérprete Ingrid Guimarães disfrutaba de la licencia maternidad. Anita y Anselmo se quedan casados y con un bebé. En que pesen las diferencias de color y clase social, Nicolás y Milena se quedan juntos en el haras. Las familias de la Laís y Caco por fin se entienden, y lo mismo ocurre con los padres de Benjamín e Hannah en relación con Vicente y Tatiana (que resulta ser judía de nacimiento). Fabián arregla una "prima del interior" en revanche a la traición de su esposa Ivonete. Cassio se va a la Europa con Andrés mientras Lea se queda con su nuevo parcero gay, Sid. Bianca es escogida la heredera del Grupo Conti y se queda novia de Felipe. Dafne y Gabriel bautizan su nuevo hijo y lo llaman Jacques en honor de su abuelo. Y Keith, la intérprete del mono Xico, es retirada del mundo del espectáculo y disfruta de una reserva natural al lado de su parcero en la telenovela Denis (Marcos Pasquim), en la última escena de la novela.

## Reparto

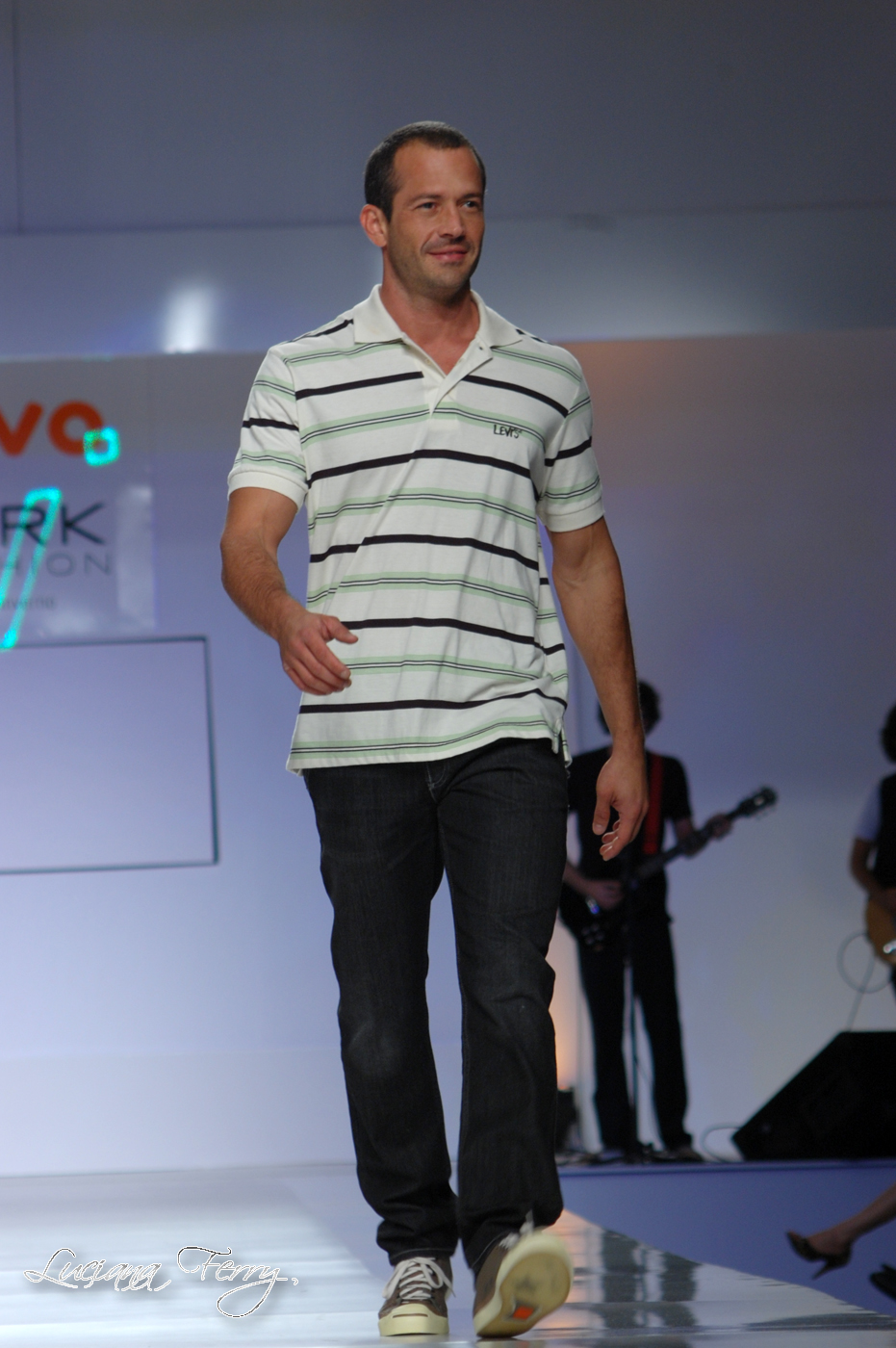
El actor Malvino Salvador fue el protagonista Gabriel.

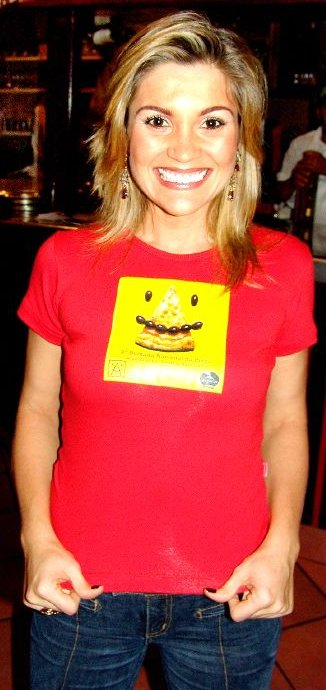
La actriz Flávia Alessandra fue Dafne Bastos Conti, la protagonista.

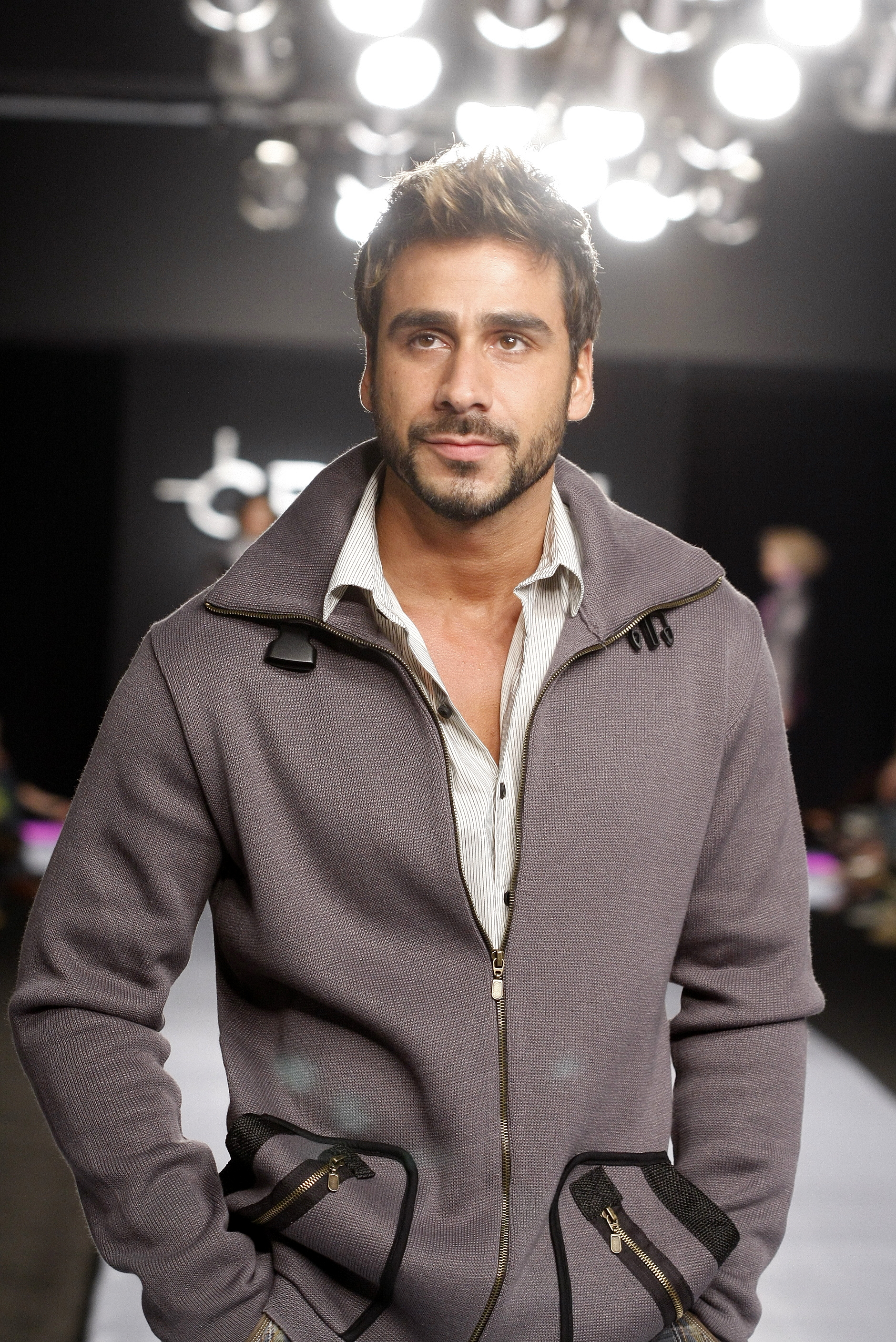
Júlio Rocha interpretó a Edgar.

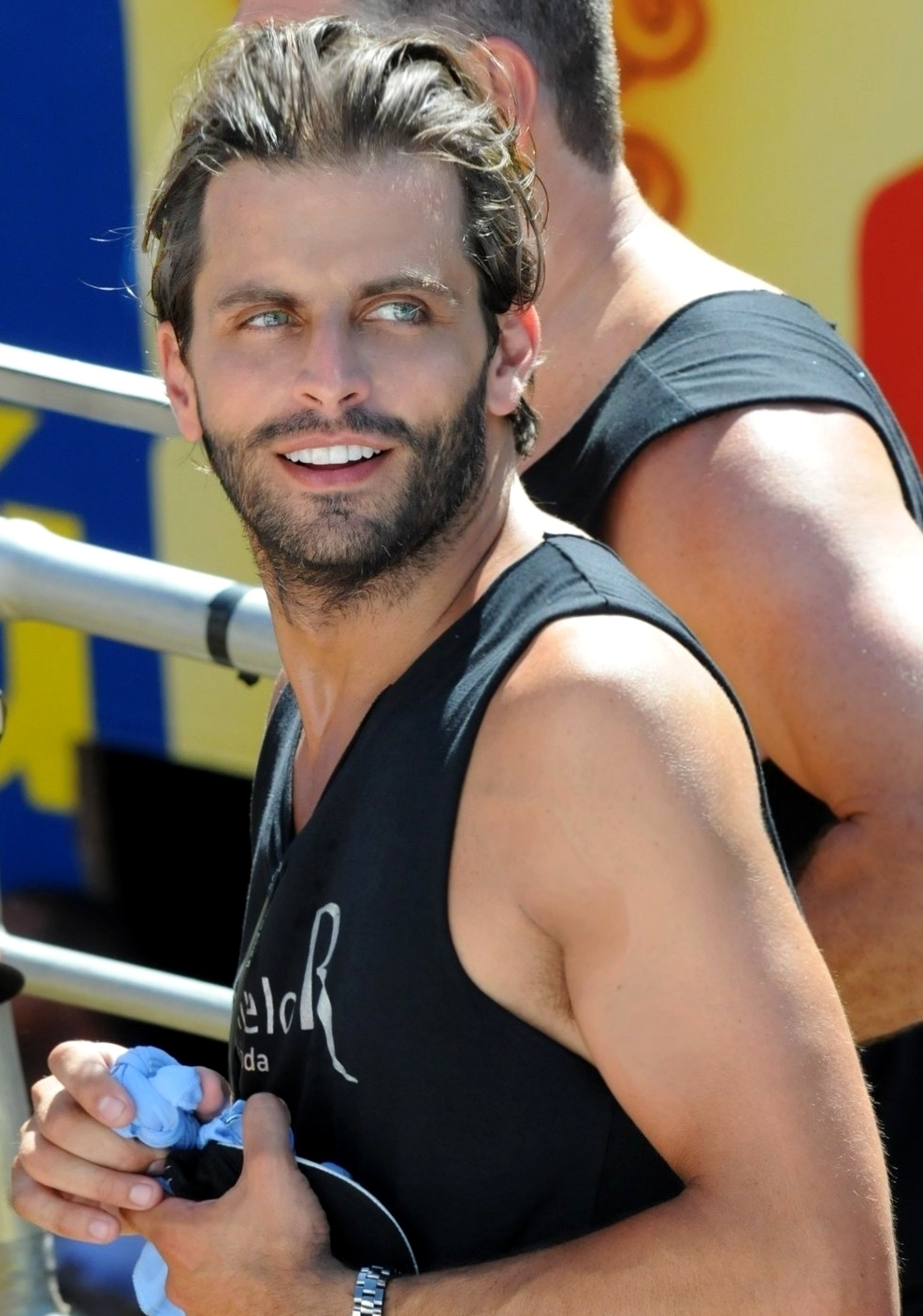
El actor Henri Castelli interpretó a Vicente Foster.

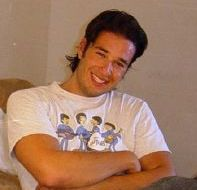
El actor Sérgio Marone interpretó a Nicholas.

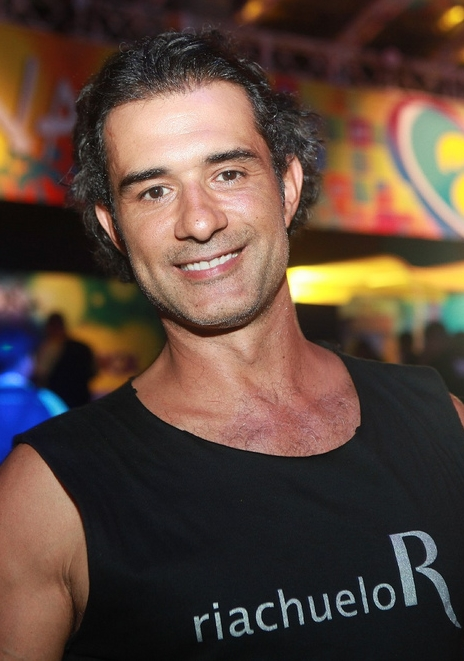
El actor Marcos Pasquim interpretó a Dênis.

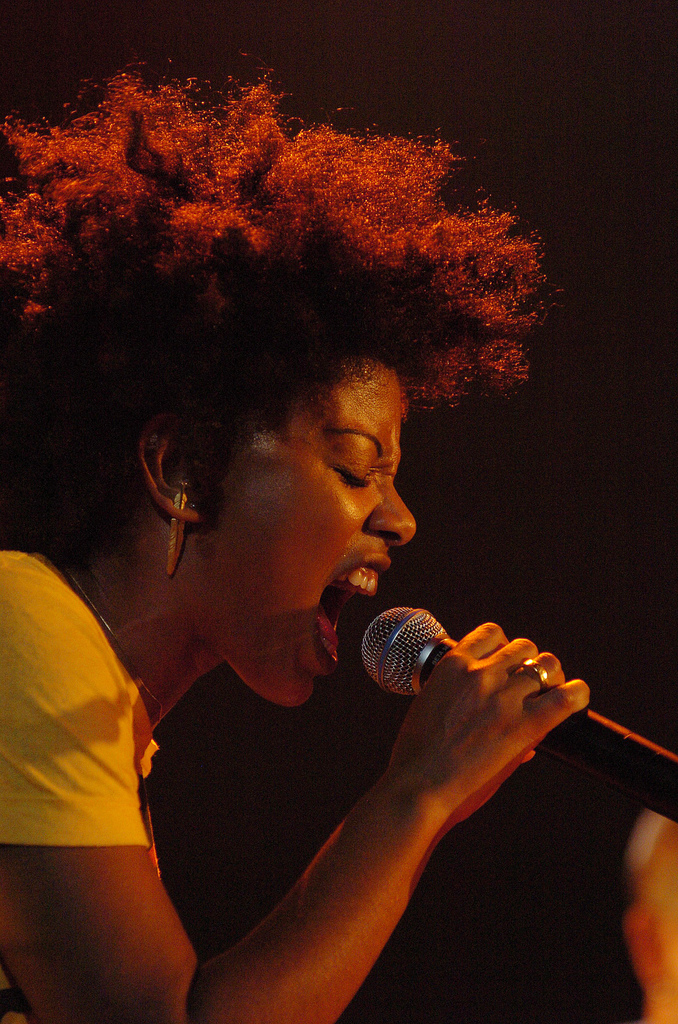
La actriz Thalma de Freitas interpretó a Magaly.

| Actor                 | Personaje                            |
| --------------------- | ------------------------------------ |
| Flávia Alessandra     | Dafne Bastos Conti da Silva          |
| Malvino Salvador      | Gabriel Batista da Silva             |
| Isabelle Drummond     | Bianca Bastos Conti da Silva         |
| Fernanda Machado      | Laís Molinari                        |
| Henri Castelli        | Vicente Foster                       |
| Guilhermina Guinle    | Amarilys Di Francesco                |
| Sidney Sampaio        | Benjamin Abraham (Benny)             |
| Maria Clara Gueiros   | Liliana Azevedo (Lilí)               |
| Bete Mendes           | Piedad Batista Azevedo Conti         |
| Marco Pigossi         | Cássio                               |
| Sheron Menezes        | Milena Nunes Conti                   |
| Sérgio Marone         | Nicolás Silveira Lontra (Nico)       |
| Neusa Maria Faro      | Mercedes                             |
| Sophie Charlotte      | Vanessa Barros Ferreira (Vanessinha) |
| Cristina Mutarelli    | Zoraida Molinari                     |
| Rachel Ripani         | Tatiana Fischer                      |
| Miguel Rômulo         | Felipe Nunes                         |
| Marcos Breda          | Pelópidas                            |
| Thalma de Freitas     | Magaly Franco                        |
| Renata Castro Barbosa | Cléo Foster                          |
| Carmem Verônica       | Josefa (Jojô)                        |
| David Lucas(actor)    | Bruno Batista Azevedo (Espeto)       |
| Fábio Lago            | Fabián Barros Ferreira (Pai Fabiano) |
| Suzana Pires          | Ivonete Barros Ferreira              |
| Júlio Rocha           | Edgar Pereira                        |
| Otaviano Costa        | Adenor Cosme de Lima (Pai Adenor)    |
| Flávio Bauraqui       | Marcelo                              |
| Wagner Santisteban    | Anselmo                              |
| Marco Antônio Giménez | Sargento Lucas Rios                  |
| Dhu Moraes            | Dirce Nunes                          |
| Joelson Medeiros      | Padre Guillermo                      |
| Roney Facchini        | Ernani Molinari                      |
| Pedro García Netto    | Galeno Pellozini                     |
| Jaime Leibovitch      | Rabino Mendel Abraham                |
| Rafael Zulu           | Caco                                 |
| Alexandre Slaviero    | Tadeo Molinari                       |
| Ricardo Duque         | André Di Francesco                   |
| Dener Pacheco         | Renan Di Francesco                   |
| Osvaldo Mil           | Delegado Pandolfo                    |
| Hilda Rebello         | Nereide Di Francesco                 |
| Marcelo Barros        | Jandir                               |
| Carina Porto          | Ísis Molinari                        |
| Kenya Costta          | Paulina                              |
| Alexandre Moreno      | Aluísio Leal                         |
| Theodoro Cochrane     | Isaac                                |
| Sônia de Paula        | Edineide                             |
| Ludoval Campos        | Nelson                               |
| Rodrigo Andrade       | Téo/Theodoro                         |
| Claudia Paiva         | Cláudia                              |
| Júlia Ruiz            | Clotilde (Clô)                       |
| Guilherme Duarte      | Samuel                               |
| Francisco Fortes      | Tatá                                 |

Niños Pequeños
| Actor            | Personaje                |
| ---------------- | ------------------------ |
| Amanda Azevedo   | Ada Franco Leal          |
| Gabriel Kaufmann | Valdemir Barros Ferreira |

Presentando a
| Actor           | Personaje              |
| --------------- | ---------------------- |
| Danieli Haloten | Anita Batista da Silva |
| Júlia Lund      | Hannah                 |
| Alice Assef     | Beth                   |

Participaciones especiales
| Actor            | Personaje              |
| ---------------- | ---------------------- |
| Deborah Evelyn   | Judith Silveira Lontra |
| Ingrid Guimarães | Simone                 |

Actrices invitados
| Actor           | Personaje           |
| --------------- | ------------------- |
| Ana Lúcia Torre | Esther Abraham      |
| Maria Zilda     | Léa Silveira Lontra |

Actores invitados
| Actor            | Personaje            |
| ---------------- | -------------------- |
| Ary Fontoura     | Jacques Michel Conti |
| Fúlvio Stefanini | Federico Foster      |

| Elizabeth Savalla como Socorro Batista |
| Marcos Pasquim como Denis Azevedo      |